# Arne Johansson (Radsportler)
Karl Arne Johansson-Tevall (* 4. März 1927 in Stockholm; † 16. August 2018 ebenda) war ein schwedischer Radrennfahrer.

## Sportliche Laufbahn
Johansson war Straßenradsportler und Teilnehmer der Olympischen Sommerspiele 1952 in Helsinki. Er startete dort im Bahnradsport. Er bestritt mit dem Vierer Schwedens die Mannschaftsverfolgung. Das Team mit Owe Nordqvist, Stig Andersson, Bengt Fröbom und Arne Johansson schied in der Vorrunde aus.